# Lubardići
Lubardići (cyr. Лубардићи) – wieś w Bośni i Hercegowinie, w Republice Serbskiej, w gminie Rogatica. W 2013 roku liczyła 2 mieszkańców.